# Alice Eve

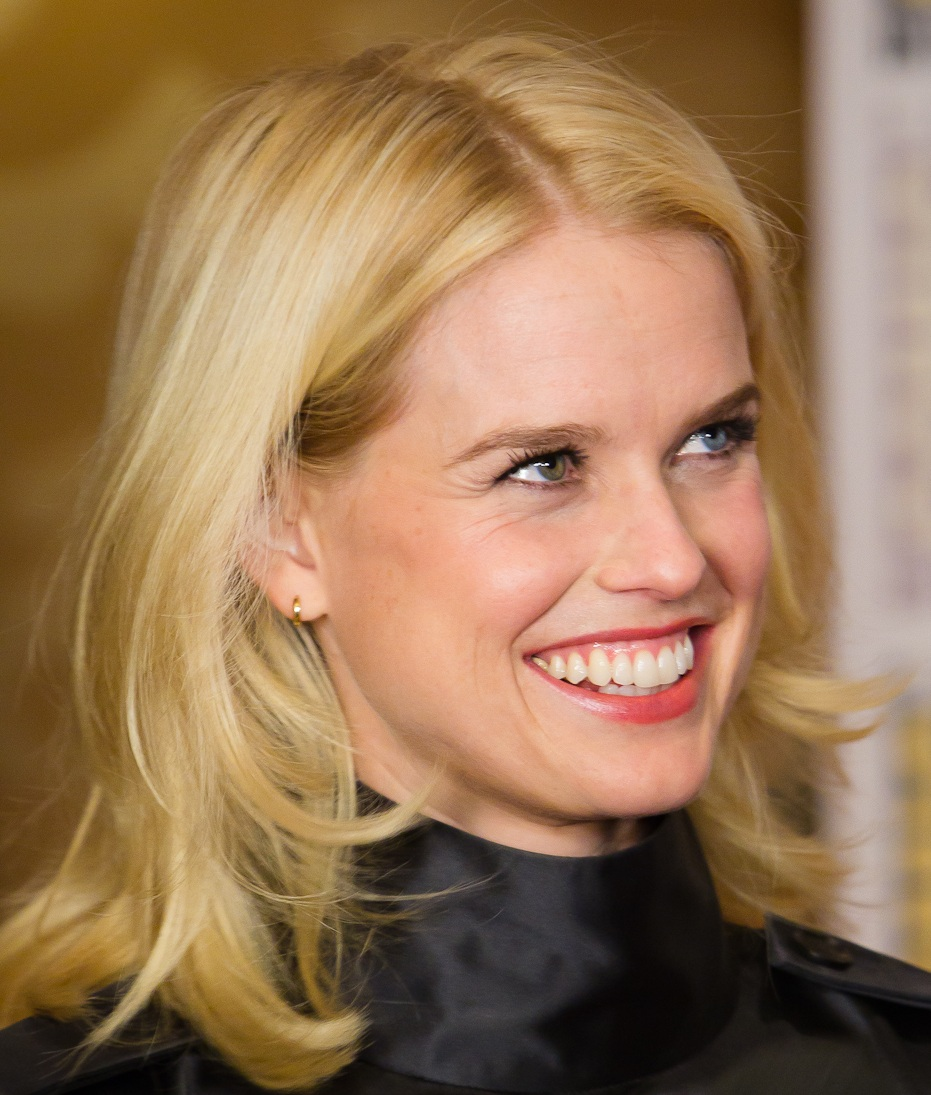
Alice Eve (2011)

Alice Sophia Eve (ur. 6 lutego 1982 r. w Londynie) – angielska aktorka.
Ma różnobarwne tęczówki oczu – niebieską i zieloną.

## Filmografia

### Filmy
| Rok  | Tytuł                            | Rola              | Uwagi           |
| ---- | -------------------------------- | ----------------- | --------------- |
| 2004 | Królowa sceny                    | panna Frayne      |                 |
| 2006 | Miłosna układanka                | Alice Harbinson   |                 |
| 2006 | Big Nothing                      | Josie             |                 |
| 2007 | The Amazing Trousers             | Colette           | krótkometr.     |
| 2009 | Przeprawa                        | Claire Sheperd    |                 |
| 2010 | Dziewczyna z ekstraklasy         | Molly             |                 |
| 2010 | Seks w wielkim mieście 2         | Erin              |                 |
| 2011 | Lipna panna młoda                | Lara Tyler        |                 |
| 2012 | Bankomat                         | Emily Brandt      | film DVD        |
| 2012 | Kruk: Zagadka zbrodni            | Emily Hamilton    |                 |
| 2012 | Faceci w czerni III              | młoda agentka O   |                 |
| 2012 | Please, Alfonso                  | Annabelle         | krótkometr.     |
| 2012 | Decoding Annie Parker            | Louise            |                 |
| 2013 | Poranek Velvet                   | Velvet            |                 |
| 2013 | W ciemność. Star Trek            | Carol Marcus      |                 |
| 2013 | Chłód nadchodzi nocą             | Chloe             |                 |
| 2014 | Noc w muzeum: Tajemnica grobowca | Ginewra/ona sama  |                 |
| 2014 | Zanim się rozstaniemy            | Brooke Dalton     |                 |
| 2014 | Death of a Farmer                |                   | Producentka     |
| 2015 | Weekend brudnych sekretów        | Natalie           |                 |
| 2016 | Umysł przestępcy                 | Marta Lynch       |                 |
| 2016 | Pozory prawdy                    | Charlotte         | film DVD        |
| 2017 | Please Stand By                  | Audrey            |                 |
| 2018 | The Stolen                       | Charlotte Lockton | film DVD        |
| 2018 | Untogether                       | Irene             |                 |
| 2018 | Replikanci                       | Mona              |                 |
| 2018 | The Con Is On                    | Jackie            |                 |
| 2019 | Pelleas                          | Melisande         |                 |
| 2019 | Gorący temat                     | Ainsley Earhardt  |                 |
|      | Warning                          |                   | w postprodukcji |

### Telewizja
| Rok  | Tytuł               | Rola                 | Uwagi         |
| ---- | ------------------- | -------------------- | ------------- |
| 2004 | Hawking             | Martha Guthrie       | film TV       |
| 2005 | The Rotters' Club   | Cicely Boyd          | 3 odc.        |
| 2005 | Beethoven           | Giulietta Guicciardi | 1 odc.        |
| 2005 | Poirot              | Lenox Tamplin        | 1 odc.        |
| 2006 | Losing Gemma        | Esther               | film TV       |
| 2011 | Ekipa               | Sophia               | 4 odc.        |
| 2016 | Czarne lustro       | Naomi                | odc. Nosedive |
| 2018 | Ordeal by Innocence | Gwenda Vaughan       | miniserial    |
| 2018 | Iron Fist           | Mary Walker          | 10 odc.       |